# Кылт
Кылт (Килт) — река в Кизнерском и Вавожском районах Республики Удмуртия, левый приток реки Вала (бассейн Волги). Устье реки находится в 74 км по левому берегу реки Вала. Длина реки составляет 52 км. Площадь водосборного бассейна — 525 км².
Исток реки в Кизнерском районе на Можгинской возвышенности в лесном массиве к северо-западу от деревни Старые Копки. Высота истока — 165,0 м над уровнем моря. Река течёт на северо-восток и север, протекает крупные сёла Тыловыл-Пельга и Волипельга, а также деревни Иваново-Вознесенск, Кочежгурт, Ожги, Котья. Впадает в Валу в двух километрах к западу от посёлка Вавож.
Средний уклон — 1,9 м/км, скорость течения среднем течении около 0,2 м/с, в низовьях около 0,4 м/с. Ширина реки в среднем течении составляет 7 — 8 м, в низовьях 8 — 10 м.

## Притоки (км от устья)
- 12 км: Тушма (лв)
- Чумойка (лв)
- 29 км Лыштанка (лв)
- 35 км: Пинжанка (лв)
- 39 км: Турмек (в водном реестре — река без названия, пр)
- Увампусовка (пр)
- Ижой (лв)

## Данные водного реестра
По данным государственного водного реестра России относится к Камскому бассейновому округу, водохозяйственный участок реки — Вятка от водомерного поста посёлка городского типа Аркуль до города Вятские Поляны, речной подбассейн реки — Вятка. Речной бассейн реки — Кама.
Код объекта в государственном водном реестре — 10010300512111100039481.